# Sorø
Sorø là một thành phố ở Sorø  ở khu vực Sjælland trên đảo Zealand (Sjælland) ở phía đông Đan Mạch. Dân số khoảng 7866 (năm 2016). Hội đồng thành phố và của hội đồng khu vực được đặt tại Sorø.
Sorø được thành lập năm 1161 bởi Đức Giám mục Absalon, sau này là người sáng lập của Copenhagen, và là trang web của học viện Sorø (Đan Mạch Sorø Akademi). Viện là một tổ chức giáo dục được xây dựng trong năm 1140. Ngoài ra xây dựng năm đó là Sorø Klosterkirke, nhà thờ nơi Đức Giám mục Absalon và Margaret I của Đan Mạch đã được chôn cất (sau này cô đã được chuyển đến Roskilde Domkirke, Roskilde).
Nhiều người sống ở Sorø, nhưng làm việc, hoặc trong các khu vực đô thị lớn hơn hoặc Copenhagen tại thị trấn Roskilde.